# Correntosia bicolor
Correntosia bicolor är en tvåvingeart som beskrevs av Malloch 1934. Correntosia bicolor ingår i släktet Correntosia och familjen husflugor. Inga underarter finns listade i Catalogue of Life.